# Rosa carolina
- Commons
- Wikispecies

Rosa carolina, também chamada em inglês Carolina rose (rosa da Carolina), pasture rose (que em português se pode traduzir como "rosa do pasto") e prairie rose ("rosa da pradaria"), é um arbusto da família Rosaceae, nativo do leste da América do Norte. O nome "carolina" está relacionado com a região norte-americana da [[Carolina]].[carece de fontes?]
A planta cresce em quase todos os estados dos Estados Unidos e províncias do Canadá a leste das Grandes Planícies, onde é comum por toda a região e pode ser encontrada em uma grande variedade de habitats abertos, desde matas e bosques abertos a beiras de estradas e ferrovias. Atua como uma planta pioneira, preferindo locais ligeiramente sombreados e com o solo úmido, mas é tolerante à maioria dos tipos de solo e das condições de pH.[carece de fontes?]
As hastes apresentam espinhos retos como agulhas, o que a distingue de espécies muitos semelhantes tais como R. palustris e R. virginiana, as quais têm espinhos curvados. As flores perfumadas surgem no início do verão e são de cor rosa clara.
Tamanho
1,50 x 2,00 m (25 x 30 cm / ano). 